# Pieter Retief

Pieter Retief

Pieter Retief (afrikaans: /ˈpitəɹ rəˈtif/, oft auch Piet Retief /pit rəˈtif/, * 12. November 1780 in Wellington, Kapland; † 6. Februar 1838 an der Lokalität kwaMatiwane bei uMgungundlovu, Zululand) war ein burischer Voortrekker.
Pieter Retief entstammte einer Familie, die seit 1688 im Kapland ansässig war. Seine berufliche Laufbahn begann er als Importeur von Spirituosen, er war aber wirtschaftlich nicht sonderlich talentiert. Ansehen unter den burischen Siedlern gewann er als Teilnehmer an Einsätzen gegen die ansässige Bevölkerung.
Als das Kapland zunächst britisch besetzt und 1814 endgültig annektiert und zur Kapkolonie wurde, sahen sich die Buren in ihren Freiheiten immer mehr eingeschränkt. Die Folge war der „Große Treck“, bei dem ab 1835 etwa 12.000 Buren in den Norden Südafrikas zogen, das Land kolonisierten und die später unabhängigen Burenrepubliken gründeten. Einer der Führer dieses Trecks war Pieter Retief.
Am 22. Januar 1837 publizierte Retief im Grahamstown Journal ein vieldiskutiertes Manifest, das einer Unabhängigkeitserklärung der Buren gleichkam. Danach folgte er den ersten Voortrekkern über die Grenze. Am 17. April 1837, wenige Tage nach dem Eintreffen seines Trecks im großen Sammellager nördlich des Oranje, wurde Retief zum Gouverneur und Lagerkommandanten (militärischem Oberbefehlshaber) aller Emigranten gewählt.
Trotz Widerstandes insbesondere Andries Hendrik Potgieters, der die Zukunft der Buren weit nördlich im Binnenland sah, verfolgte Retief das Ziel, den Treck nach Natal zu lenken. Eines seiner Hauptargumente war, dass man als unabhängige Nation einen eigenen Hafen brauchen würde und hierfür nur der kleine Handelsposten Port Natal (heute Durban) in Frage käme. Mit einigen Begleitern begab sich Retief zum Zulukönig Dingane in dessen Kraal uMgungundlovu, um über die Überlassung eines unbewohnten Gebiets zu verhandeln. Dingane war einverstanden, verlangte aber von den Siedlern, zunächst die von seinem Konkurrenten Sekonyela gestohlenen Viehbestände wiederzuerlangen.
Retief ging auf Dinganes Angebot ein und es gelang ihm, 700 Stück Vieh wiederzuerlangen, die er in Begleitung eines 70 Mann starken Kommandos den Zulu am 3. Februar 1838 zurückerstattete. Dingane zeigte sich erfreut und unterzeichnete einen Vertrag, in dem er den Buren das Gebiet zwischen Tugela- und Umzimvubufluss einschließlich des Hafens Port Natal übereignete. Am 6. Februar 1838 lud Dingane Retief und seine Männer erneut in den königlichen Kraal in uMgungundlovu, wo die Voortrekker aufgefordert wurden, ihre Waffen abzulegen. Als Retief und seine Männer unbewaffnet waren, gab Dingane den Befehl, sie zu töten. Dies geschah unweit seines Kraals an der Lokalität kwaMatiwane (Execution hill). Daraufhin sandte er seine Regimenter aus, um die bereits ins Land eingesickerten Treckgruppen zu töten bzw. zu vertreiben.
Die durch diese Ereignisse ausgelöste Krise des Großen Trecks endete erst mit der für die Buren siegreichen Schlacht am Blood River am 16. Dezember 1838.
Die erste burische Siedlung in Natal, Pietermaritzburg, die Anfang 1839 angelegt wurde, wurde zu Ehren von Pieter Retief und Gerrit Maritz, einem anderen Treckführer und Freund Retiefs, benannt. Eine weitere Stadt an der Nähe der Grenze zu Eswatini heißt Piet Retief.